# Gymnoscelis poecilimon
Gymnoscelis poecilimon är en fjärilsart som beskrevs av Louis Beethoven Prout 1958. Gymnoscelis poecilimon ingår i släktet Gymnoscelis och familjen mätare. Inga underarter finns listade i Catalogue of Life.